# Radioteleskop
Et radioteleskop er en specialiseret radioantenne, der anvendes til at modtage radiobølger fra astronomiske radiokilder. Radioteleskoper er grundlaget for radioastronomien. Radioteleskoper er typisk store parabolske antenner, der svarer til de kendte paraboler, der kommunikerer med satellitter. Radioteleskoperne bruges enkeltvis eller knyttet sammen i et net, et såkaldt array. I modsætning til optiske teleskoper kan radioteleskoper ikke kun bruges om natten, men også bruges i dagtimerne.
Da de astronomiske radiokilder, såsom planeter, stjerner, pulsarer, stjernetåger, sorte huller og galakser er meget langt væk, vil radiobølger, der kommer fra dem, være ekstremt svage, så radioteleskoper er meget store antenner for at opsamle tilstrækkelig energi til at studere dem, og radioobservatorier vil fortrinsvis være placeret langt fra byer og menneskelig aktivitet for at undgå elektromagnetisk interferens fra radio, tv, radar, motorkøretøjer og andre støjende elektroniske aktiviteter.
Ved Thulebasen i Grønland er der i 2017 opført “The Greenland Telescope”, et 12 m radioteleskop som en del af Event Horizon Teleskope (EHT), der skal undersøge sorte huller.

## Frekvenser
Radiointervallet i det elektromagnetiske spektrum dækker over et stort antal frekvenser og det betyder, at de antenner, der bruges som radioteleskoper, varierer meget i design, størrelse og konfiguration.
Ved bølgelængder fra 30 meter til 3 meter (dvs. fra 10 MHz til 100 MHz) anvendes enten retningsbestemte arrays eller store stationære reflektorer med bevægelige knudepunkter. Da de bølgelængder, der observeres med disse antenner, er så lange, kan teleskoperne konstrueres som store net af f.eks. wire eller hønsenet.
Ved bølgelængder kortere end 3 meter (svarende til større end 100 MHz) anvendes skålformede parabolantenner. Opløsningsevnen af en parabolantenne er bestemt af forholdet mellem antennens diameter og bølgelængden af de radiobølger, der bliver observeret, jo større antenne, jo større opløsning.

### Vigtige frekvenser
- "Brintlinjen", også kendt som "21 centimeter linen": 1420,40575177 MHz, der anvendes af mange radio-teleskoper, herunder "Big Ear" ved opdagelsen af det bemærkelsesværdige Wow! signalet

- "Vandhullet": intervallet fra 1.420 til 1.666 MHz

- “Teknospor”: intervallet fra 1,15 til 1,73 gigahertz (GHz) [4]

## Store radioteleskoper
Five hundred meter Aperture Spherical Telescope eller FAST (五百米口径球面射电望远镜) , verdes største radioteleskop med en diameter på 500 m er bygget ind i i landskabet i Guizhou provinsen i Kina. Reflektorskålen består af 4.450 computerstyrede paneler og kan observere en stor del af himlen med stor opløsning i intervallet 70 MHz to 3.0 GHz.
Det andetstørste stationære radioteleskop er Arecibo Radiotelescopet i Arecibo, Puerto Rico, måske mest kendt fra James Bond-filmen GoldenEye. Teleskopet kollapsede i december 2020 efter at have fungeret i 57 år.
Radioteleskopet RATAN-600 (радиоастрономический телескоп Академии наук - 600) beliggende ved Nizhny Arkhyz, Rusland består af rektangulære reflektorer arrangeret i en cirkel på 576 m.
Atacama Large Millimeter/submillimeter Array (ALMA) er et net af 66 bevægelige antenner på 12 m og 7 m beliggende i Atacamaørkenen i Chile.
Parkes Observatory, også kendt som "The Dish", er et 64 m radioteleskop ved byen Parkes, New South Wales, Australien. Det er mest kendt for transmissionen af den første månelanding, Apollo 11 d. 20 Juli 1969.
Green Bank-teleskopet er den største fuldt styrbare parabol med en diameter på 100 meter Og er beliggende i West Virginia, USA.
Det største fuldt styrbare radioteleskop i Europa er Effelsberg 100-meter radioteleskopet i nærheden af Bonn, Tyskland, som også var verdens største fuldt styrbar teleskop i 30 år, indtil Green Bank-antennen blev bygget.
Det tredje-største fuldt styrbare radioteleskop, er 76 meter Lovell Teleskop på Jodrell Bank Observatory i Cheshire, England, der blev afsluttet i 1957.
LOFAR (Low Frequency Array) er det største radioteleskop, der fungerer ved ultra-lave frekvenser.  I modsætning til et enkelt skålteleskop er LOFAR et netværk af 20 000 antenner fordelt på 52 lokaliteter i Europa med en computer- og netværksinfrastruktur, der kan håndtere ekstremt store datamængder. Således kunne LOFAR sammensætte et kort over 25 000 sorte huller.
Planlagt: SKA, Square Kilometre Array, vil være 50 gange mere følsomt.
Planlagt: Qitai Radio Teleskop

## Astronomiske observationer
De to australske teleskoper Murchison Widefield Array (MWA) og Australian Square Kilometre Array Pathfinder (ASKAP) er specialiserede til at undersøge de mystiske såkaldte fast radio bursts (FRB).

## Eksterne links og referencer
1. ↑  Rare, dying, giant radio galaxy 9 billion light years away. ScienceDaily 2015
2. ↑  Nu er der hul igennem: Radioteleskop i Grønland er taget i brug. Videnskab.dk 2018
3. ↑  The Greenland Telescope
4. ↑  Researchers just scanned 14 worlds kepler mission technosignatures evidence advanced civilizations. Universe Today 2018
5. ↑  China's Absolutely Massive Radio Telescope FAST Is Now Fully Operational. ScienceAlert 2020
6. ↑  Ekspert: Nyt radioteleskop kan opdage detaljer, der overgår fantasien. DR/DK VIDEN
7. ↑  "WORLD'S NEWEST RIDICULOUSLY BIG RADIO TELESCOPE HAS MADE ITS FIRST DISCOVERY. Cosmos 2017". Arkiveret fra originalen 7. november 2017. Hentet 3. november 2017.
8. ↑  Astronomers Detect 1,652 Fast Radio Bursts from Source in Distant Dwarf Galaxy. Sci-News 2021
9. ↑  The Arecibo Telescope Has Suffered a Fatal Collapse, Smashing It Into Pieces. Science Alert 2020
10. ↑  The White Dots in This Image Are Not Stars or Galaxies. They're Black Holes. ScienceAlert 2021
11. ↑  Et hjem til verdens største radioteleskop, SKA. Videnskab.dk 2012
12. ↑  Synchronized telescopes put limits on mystery bursts. EarthSky 2018

- Wikimedia Commons har flere filer relateret til Radioteleskop